# Barton Stacey
Barton Stacey – wieś w Anglii, w hrabstwie Hampshire, w dystrykcie Test Valley. Leży 12 km na północ od miasta Winchester i 95 km na południowy zachód od Londynu. W 2001 miejscowość liczyła 892 mieszkańców.